# Данилов (локомотивное депо)
Локомотивное депо Данилов — предприятие железнодорожного транспорта в городе Данилов, принадлежит к Северной железной дороге. Депо занимается ремонтом и эксплуатацией тягового подвижного состава.

## История депо
Паровозное депо Данилов было построено в 1906 году и входило в состав Северных железных дорог. Здание депо было веерного типа, имелся поворотный круг.
В 1962 году линия Данилов — Ярославль была электрифицирована и депо Данилов было присоединено в качестве оборотного депо к локомотивному депо Ярославль.

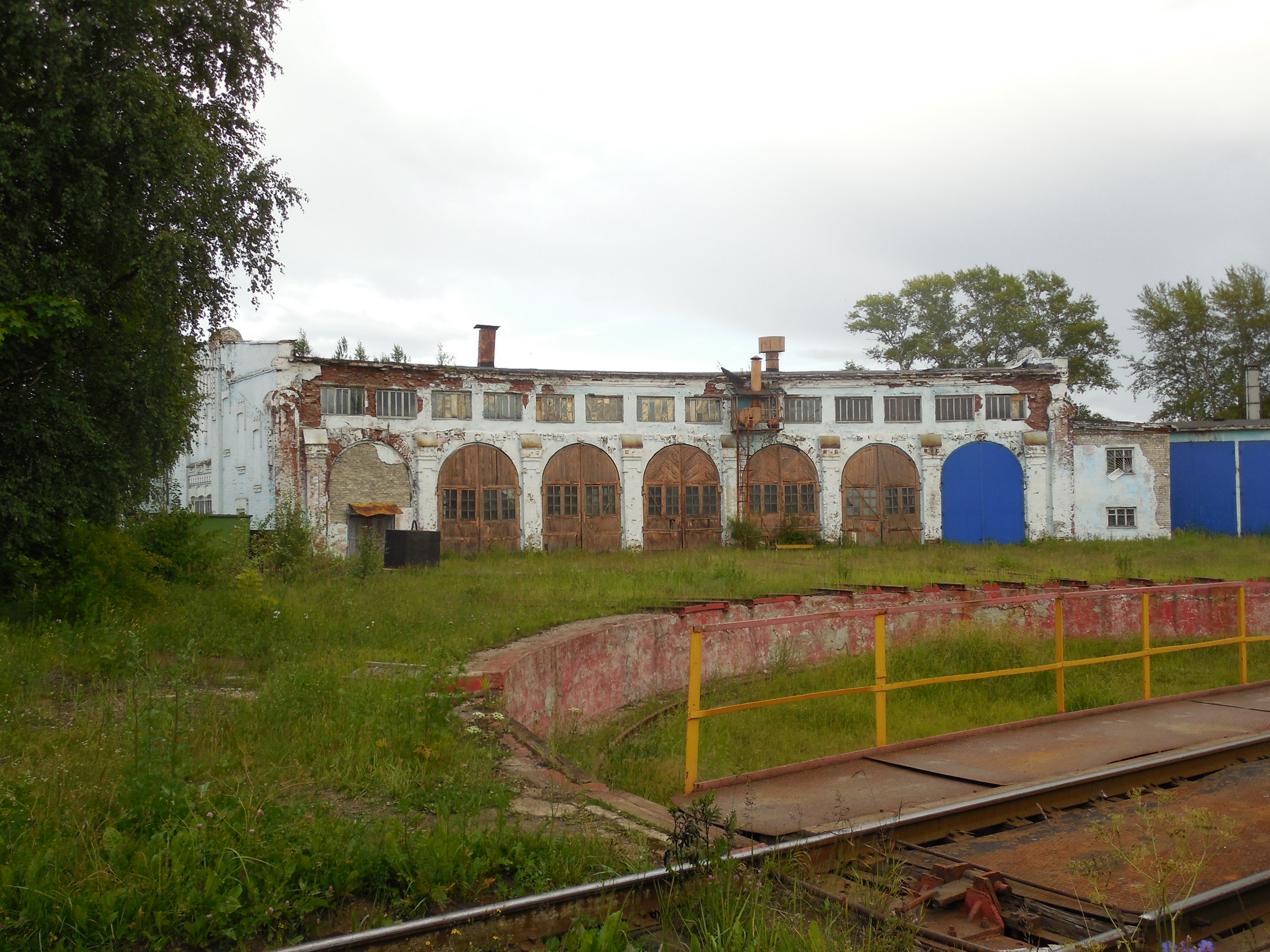
Старое депо Данилов (2014)

В настоящее время на базе депо работают дорожные крановые мастерские Северной железной дороги.
Так же на станции есть оборотное электровозное депо.

Карта депо на станции Данилов

## Тяговые плечи
- Данилов — Буй
- Данилов — Вологда
- Данилов — Орехово-Зуево

## Подвижной состав
В начале 30-х годов XX века в депо начали поступать паровозы серии Э, а с 1935 года паровозы ИС, ФД, СО.

## Знаменитые люди депо
В 1930-е годы лучшими паровозными бригадами депо Данилов были бригады машинистов М. Малютина, Б. Малютина, П. Роднина, С. Петрова, П. Рейконцишко, Н. Логунова, К. Малютина, И. Соколовского.
Знаменитые машинисты, родные братья: Михаил Иванович Сытов и Василий Иванович Сытов, машинист — стахановец Михаил Епифановский прославляли депо в 1930—1950-е годы.